# Bronzen Leeuw
De Bronzen Leeuw is een Nederlandse dapperheidsonderscheiding. Zij is bedoeld voor militairen die voor de Nederlandse Staat strijd geleverd hebben en daarbij bijzonder moedige en beleidvolle daden bedreven hebben. De Bronzen Leeuw kan overigens ook toegekend worden aan Nederlandse burgers en buitenlanders, die aan deze eisen voldoen. Sinds de invoering hebben 1210 personen de Bronzen Leeuw ontvangen.
De Bronzen Leeuw verving de gouden (eerder zilveren) kroon op het lint van het Ereteken voor Belangrijke Krijgsbedrijven die werd gedragen door militairen die een Eervolle Vermelding in een dagorder kregen.
De Bronzen Leeuw is een koninklijke onderscheiding die is ingesteld bij Koninklijk Besluit van 30 maart 1944. Het is dus een betrekkelijk 'jonge' onderscheiding. De instelling van deze onderscheiding voor dapperheid maakte een eind aan de Kroon voor Eervol Vermelden. Deze kroon werd door militairen die opvielen door dapperheid en daarvoor in een dagorder waren vermeld op het Ereteken voor Belangrijke Krijgsbedrijven, het Vliegerkruis of het Bronzen Kruis gedragen. De 87 kronen op het Bronzen Kruis en de 17 kronen op het Vliegerkruis werden vervangen door Bronzen Leeuwen.
Niet alle gedecoreerden hebben daarvan gebruikgemaakt of kunnen maken. De Nederlandse traditie dat men voor een en dezelfde dappere daad slechts een onderscheiding kan dragen betekent dat men de onderscheidingen of batons van Bronzen Leeuw en de Kroon voor Eervol Vermelden niet naast elkaar kan dragen. De trotse bezitters van beide decoraties hebben daar niet altijd naar gehandeld.
Voorstellen voor de bronzen leeuw kunnen gericht worden aan de Commissie Dapperheidsonderscheidingen van het ministerie van Defensie. Uiteindelijk wordt de Bronzen Leeuw dan toegekend via een Koninklijk Besluit.
Het kruis is van brons met aan de voorzijde een Nederlandse leeuw zoals deze in Rijkswapen van vóór 1907 voorkwam, de achterzijde is vlak. Het lint bestaat uit negen gelijke verticale banen, afwisselend oranje en Nassaus blauw.

## Ontvangers van de Bronzen Leeuw
Bij Koninklijk Besluit van 9 mei 1950 nr. 22 werd bepaald dat de Bronzen Leeuw als vaandeldecoratie werd toegekend aan het 2e en 3e Regiment Chasseurs Parachutistes van het Franse Leger. Verder werd in het besluit bepaald dat "het versiersel van de Bronzen Leeuw ware te hechten aan het gemeenschappelijk vaandel van beide genoemde regimenten". De Bronzen Leeuw werd aan een lint in de kleuren van de onderscheiding, een zogenaamde cravatte, aan de stok van het vaandel gebonden. De tradities van beide voornoemde regimenten worden tegenwoordig voortgezet door het 1e Regiment "Parachutiste d'Infanterie de Marine". De Bronzen Leeuw is aan het vaandel van dit regiment bevestigd.
Op 7 oktober 2009 werden wederom twee bronzen leeuwen toegekend aan Nederlandse soldaten voor hun acties in Afghanistan, te weten aan kapitein Gijs Tuinman en kapitein Björn Peterse, die de onderscheiding postuum ontving (verongelukte op 27-jarige leeftijd tijdens een parachuteoefening met het KCT in Amerika).

## Versies van de Bronzen Leeuw
Er zijn vier typen Bronzen Leeuw bekend:
Type 1 Garrard

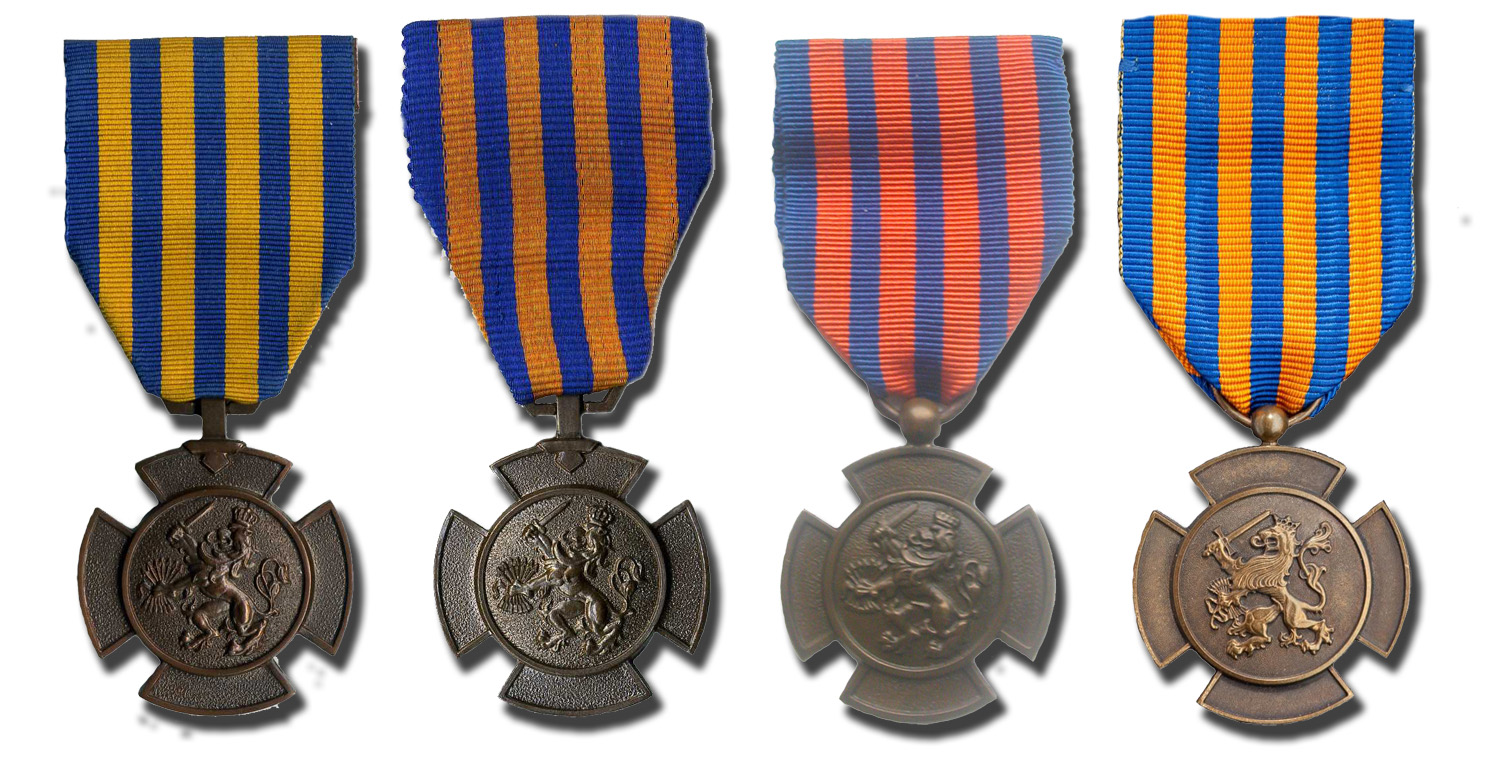
De verschillende typen (v.l.n.r.): Garrard, Rijksmunt oud, Begeer, Rijksmunt nieuw

Kort na de instelling van de Bronzen Leeuw werd de opdracht voor de productie gegeven aan de firma Garrard & Co Ltd te Londen. Het typerende van deze versie is de ophanging aan een beugel. De Garrard versie is verder van andere versies te onderscheiden door zijn scherpe slag en bronskleurige patina. Het zwaard van de leeuw is dun en lang. De leeuw draagt een “hoge” kroon. De leeuw is haast afgetraind en “pezig”. De leeuw heeft geen duidelijk zichtbaar geslachtsdeel. De keerzijde is vlak. Niet opgemaakte medailles hebben bovendien de bekende bevestigingsgesp van Garrard uit de periode rond de Tweede Wereldoorlog. Het lint is in de gesp gevouwen. De doos is typisch voor Garrard: blauw met een gouden bies en in de binnenkant van de deksel de naam van de firma. De medaille ligt in een uitsparing in blauw fluweel
Type 2 Rijks Munt oud
Na 1945 heeft de Rijksmunt de productie ter hand genomen. Deze oude versie van de Rijksmunt lijkt in eerste instantie sterk op het type Garrard. Dit type heeft dezelfde ophanging aan de karakteristieke beugel. Het meest kenmerkende verschil is dat de medaille aan de keerzijde gemerkt is met het muntmeesterteken van de Rijksmunt: de mercuriusstaf. Dit merkteken staat veelal midden onder op de verder vlakke keerzijde. De voorzijde verschilt niet veel van die van Garrard: een goed gedetailleerde leeuw met dun zwaard en hoge kroon. De naar voren gestrekte achterpoot van de leeuw is iets aan de magere kant in vergelijking met Garrard. De ophanging aan het lint, mits aanwezig, is ook specifiek voor de Rijksmunt. De gesp bestaat uit twee delen. Het is een op een koperen of messing plaatje gesoldeerde gesp. Het plaatje heeft twee gaten waarmee deze aan het lint bevestigd is. Het lint is in de gesp gevouwen. De doos die Rijksmunt gebruikt heeft is van rood leer met een gouden kroon op de voorzijde. De binnenzijde heeft geen kenmerken en is belegd met donkerblauw fluweel. De medaille ligt in een uitsparing.
Type 3 Begeer
De Bronzen Leeuw geslagen door N.V. Koninklijke Begeer heeft, anders dan de eerdere twee typen, de ophanging aan een bol. Het meest kenmerkende is de op de verder vlakke keerzijde ingeslagen bedrijfsnaam: KON. BEGEER VOORSCHOTEN . De leeuw heeft een beduidend dikker zwaard in zijn poot en draagt een “volle” kroon. De achterpoten van de leeuw zijn steviger dan die van Garrard en Rijksmunt. De leeuw heeft ook een duidelijk herkenbaar geslachtsdeel. De ophanging aan het lint is met een zeer normale veiligheidsspeld. De doos is dezelfde als die van de Rijksmunt.
Type 4 Rijks Munt nieuw
De Rijksmunt heeft vanaf 1999 een nieuw type Bronzen Leeuw in omloop gebracht. Deze verschilt op meerdere aspecten van de andere drie versies. De ophanging is aan een bol en de keerzijde is vlak. De patina is nogal donker van kleur. De grote verschillen zitten met name in de leeuw. Zo heeft deze een beduidend kleinere pijlenbundel, zijn de manen weelderiger, heeft de leeuw een zeer dun zwaard, een duidelijk herkenbaar geslachtsdeel en een kleine puntige kroon. De achterpoten zijn zeer fors ten opzichte van het wat dunne onderlijf. De achtergrond van de medaille heeft weinig structuur in tegenstelling tot de andere drie versies die een korrelig oppervlak hebben. De medaille heeft geen muntmeesterteken. De ophanging is aan de bij de Rijksmunt nu in gebruik zijnde messingkleurige gesp. De bijbehorende doos is van blauw plastic met een gouden kroon op onderste helft van de doos. De deksel heeft aan de binnenzijde een crèmekleurige bekleding met daarop de tekst: Kanselarij der Nederlandse Orden, ’s Gravenhage. De medaille ligt op een vlakke donkerblauwe achtergrond.